# Плещеев, Алексей Александрович
Алексе́й Алекса́ндрович Плеще́ев (ок. 1800 — 1842) — декабрист из рода Плещеевых. Брат Александра Плещеева.

## Биография
Сын литератора Александра Алексеевича Плещеева и Анны Ивановны, дочери генерал-фельдмаршала графа И. Г. Чернышёва. Двоюродный брат декабристов З. Чернышёва и Ф. Вадковского.
До 14 лет воспитывался дома, в 15 лет поступил в Корпус инженеров путей сообщения, откуда 16 марта 1819 года принят юнкером в Конный лейб-гвардии полк, в том же году 23 августа был произведён в эстандарт-юнкеры, 27 августа 1820 года — в корнеты, а 31 мая 1824 года — в поручики. Член Северного общества (1823) и петербургской ячейки Южного общества.
После восстания на Сенатской площади 31 декабря 1825 года выдан приказ на его арест, был задержан в Орле и доставлен в Петербург на главную гауптвахту 19 января 1826 года, 21 января переведён в Петропавловскую крепость («посадить и содержать строго, но хорошо») в камеру № 29 Кронверкской куртины, с 30 января — в камеру № 11 Невской куртины. В то же время его брат Александр также находился под арестом и был заключённым камеры № 12 Невской куртины.
Высочайшим повелением 13 июля 1826 года был освобождён и переведён с тем же чином в Курляндский 2-й лейб-уланский полк, с требованием ежемесячно доносить о его поведении.
Уволен со службы в звании майора 29 июня 1836 года с обязательством жить в Орле.